# Serbischer Fußballpokal 2021/22
Der Serbische Fußballpokal 2021/22 (auch Kup Srbije) war die 16. Austragung des serbischen Pokalwettbewerbs. Er wurde vom Serbischen Fußball-Bund (FSS) ausgetragen. Am 26. Mai 2022 kam es im Stadion Rajko Mitić von Belgrad zur Neuauflage des letzten Finals zwischen Roter Stern Belgrad und Partizan Belgrad. Roter Stern konnte den Titel verteidigen und gewann zudem das Double.

## Modus
Alle Begegnungen wurden in einem Spiel ausgetragen. Endete ein Spiel nach 90 Minuten unentschieden, kam es direkt zum Elfmeterschießen. Bis zum Viertelfinale wurden die Mannschaften in zwei Töpfe platziert, so dass jedes gesetzte Team gegen ein ungesetztes antrat.

## Teilnehmer
| SuperLiga 2020/21 (20) | SuperLiga 2020/21 (20) | Prva Liga (18) | Prva Liga (18) | Regionale Pokalsieger (5)                                                                             |
| --- | --- | --- | --- | --- |
| - FK Bačka - FK Čukarički - FK Inđija - FK Javor Ivanjica - FK Mačva Šabac - FK Metalac - FK Mladost Lučani - FK Napredak Kruševac - FK Novi Pazar - Partizan Belgrad | - FK Proleter Novi Sad - FK Rad Belgrad - FK Radnik Surdulica - FK Radnički Niš - Roter Stern Belgrad - FK Spartak Subotica - Vojvodina Novi Sad - FK Voždovac - FK Zlatibor Čajetina - FK TSC | - FK Borac Čačak - FK Budućnost Dobanovci - FK Dinamo Vranje - FK Grafičar Belgrad - FK IMT Belgrad - FK Jagodina - FK Kabel Novi Sad - FK Kolubara - FK Loznica | - FK Radnički 1923 Kragujevac - FK Radnički Pirot - FK Radnički Sremska Mitrovica - FK Sloga Kraljevo - FK Trajal - FK Zemun - FK Železničar Pančevo - GFK Dubočica - OFK Žarkovo | - FK Jedinstvo Rumenka - FK Mokra Gora - FK Radnički Belgrad - FK SFS Borac Paraćin - FK Sloga Požega |

## Vorrunde
In dieser Runde traten die 5 Sieger des Regionalpokals und die 17 Vereine der Prva Liga (Serbien) 2019/20 (Platz 2 bis 18) an.
|                               | Ergebnis        |                        |
| ----------------------------- | --------------- | ---------------------- |
| 8. September 2021             |                 |                        |
| FK Sloga Požega               | 4:1             | FK Kabel Novi Sad      |
| FK Mokra Gora                 | 3:3 (7:8 i. E.) | FK Budućnost Dobanovci |
| FK SFS Borac Paraćin          | 0:2             | OFK Žarkovo            |
| FK Radnički Belgrad           | 3:1             | FK Sloga Kraljevo      |
| FK Jedinstvo Rumenka          | 0:3             | FK Loznica             |
| FK Trajal                     | 1:0             | FK Grafičar Belgrad    |
| FK Železničar Pančevo         | 3:0             | FK Radnički Pirot      |
| FK Radnički Sremska Mitrovica | 0:1             | FK Kolubara            |
| FK Zemun                      | 0:1             | FK Dinamo Vranje       |
| FK Borac Čačak                | 0:0 (2:4 i. E.) | FK Jagodina            |
| GFK Dubočica                  | 1:0             | FK IMT Belgrad         |

## 1. Runde
Teilnehmer: Die 11 Sieger der Vorrunde, alle 20 Teams der SuperLiga 2020/21 und der Meister der Prva Liga 2020/21 (FK Radnički 1923 Kragujevac).
|                       | Ergebnis        |                             |
| --------------------- | --------------- | --------------------------- |
| 13. Oktober 2021      |                 |                             |
| FK Radnik Surdulica   | 2:0             | FK Radnički 1923 Kragujevac |
| Partizan Belgrad      | 3:0             | FK Trajal                   |
| 14. Oktober 2021      |                 |                             |
| FK Metalac            | 3:2             | OFK Žarkovo                 |
| 27. Oktober 2021      |                 |                             |
| FK Loznica            | 1:0             | FK Čukarički                |
| FK Železničar Pančevo | 0:1             | FK Napredak Kruševac        |
| Vojvodina Novi Sad    | 5:1             | FK Jagodina                 |
| FK Radnički Niš       | 1:0             | FK Dinamo Vranje            |
| FK Bačka              | 1:1 (3:2 i. E.) | FK Proleter Novi Sad        |
| FK Mladost Lučani     | 2:3             | FK Kolubara                 |
| FK Novi Pazar         | 1:0             | FK Budućnost Dobanovci      |
| FK Sloga Požega       | 0:1             | FK Rad Belgrad              |
| FK Javor Ivanjica     | 2:1             | FK Mačva Šabac              |
| FK Zlatibor Čajetina  | 0:4             | FK TSC                      |
| FK Spartak Subotica   | 1:1 (4:5 i. E.) | GFK Dubočica                |
| FK Radnički Belgrad   | 2:1             | FK Voždovac                 |
| 18. November 2021     |                 |                             |
| FK Inđija             | 0:1             | Roter Stern Belgrad         |

## Achtelfinale
|                     | Ergebnis        |                      |
| ------------------- | --------------- | -------------------- |
| 30. November 2021   |                 |                      |
| FK Radnički Belgrad | 1:1 (2:3 i. E.) | FK Metalac           |
| 1. Dezember 2021    |                 |                      |
| FK Rad Belgrad      | 1:0             | FK Napredak Kruševac |
| FK Radnik Surdulica | 1:2             | FK Loznica           |
| FK TSC              | 2:1             | FK Kolubara          |
| GFK Dubočica        | 0:1             | Partizan Belgrad     |
| 2. Dezember 2021    |                 |                      |
| FK Novi Pazar       | 2:0             | FK Bačka             |
| FK Javor Ivanjica   | 1:1 (1:4 i. E.) | Vojvodina Novi Sad   |
| 16. Februar 2022    |                 |                      |
| Roter Stern Belgrad | 0:0 (3:2 i. E.) | FK Radnički Niš      |

## Viertelfinale
|                     | Ergebnis |                    |
| ------------------- | -------- | ------------------ |
| 6. April 2022       |          |                    |
| FK Novi Pazar       | 1:0      | FK Metalac         |
| Partizan Belgrad    | 2:0      | FK Loznica         |
| FK Rad Belgrad      | 0:4      | Vojvodina Novi Sad |
| Roter Stern Belgrad | 4:0      | FK TSC             |

## Halbfinale
|                     | Ergebnis |                    |
| ------------------- | -------- | ------------------ |
| 11. Mai 2022        |          |                    |
| Partizan Belgrad    | 2:1      | Vojvodina Novi Sad |
| Roter Stern Belgrad | 8:0      | FK Novi Pazar      |

## Finale
| Paarung             | Roter Stern Belgrad – Partizan Belgrad |
| Ergebnis            | 2:1 (1:0) |
| Datum               | 26. Mai 2022 |
| Stadion             | Stadion Rajko Mitić, Belgrad |
| Zuschauer           | 26.000 |
| Schiedsrichter      | Miloš Milanović |
| Tore                | 1:0 Aleksandar Katai (26.) 1:1 Slobodan Urošević (62.) 2:1 Aleksandar Katai (73.) |
| Roter Stern Belgrad | Milan Borjan – Milan Gajić (67. Ben Nabouhane), Aleksandar Dragović, Strahinja Eraković – Milan Galjić, Slavoljub Srnić, Guélor Kanga, Milan Rodić (76. Marko Gobeljić) – Mirko Ivanić, Aleksandar Katai (76. Nenad Krstičić) – Ohi Omoijuanfo (59. Milan Pavkov). Cheftrainer: Dejan Stanković                                                |
| Partizan Belgrad    | Vladimir Stojković – Aleksandar Miljković (46. Aleksandar Lutovac), Igor Vujačić, Nemanja Miletić, Slobodan Urošević – Marko Jevtović (24. Filip Holender, 78. Marko Milovanović), Saša Zdjelar – Lazar Marković (59. Bibras Natcho), Miloš Jojić (78. Nemanja Jović), Queensy Menig – Ricardo Jorge Gomes. Cheftrainer: Aleksandar Stanojević |
| Gelbe Karten        | Guélor Kanga, Milan Rodić, Milan Pavkov, Nenad Krstičić – Lazar Marković, Aleksandar Lutovac |